# Списък на политическите партии в Барбадос
Барбадос е парламентарна монархия с двупартийна система - в управлението се сменят Демократичната лейбъристка партия и Барбадоската лейбъристка партия.
| Партия                          | Места в парламента (2013) | Идеология        |
| ------------------------------- | ------------------------- | ---------------- |
| Демократична лейбъристка партия | 16                        | Социалдемокрация |
| Барбадоска лейбъристка партия   | 14                        | Социалдемокрация |